# نوتس بيري فارم
نوتس بيري فارم هي مدينة ترفيهية تقع في بوينا بارك،كاليفورنيا،زارها في عام 2018 4،115،000 زائر.